# Ośmiornicowate
Ośmiornicowate (Octopodidae) – rodzina ośmiornic z podrzędu ośmiornic właściwych (Incirrina), obejmująca głowonogi o zróżnicowanej wielkości i morfologii, występujące we wszystkich morzach pełnosłonych różnych stref geograficznych. Są poławiane gospodarczo (owoce morza).

## Występowanie
Zasięg występowania przedstawicieli tej rodziny ośmiornic obejmuje wszystkie morza pełnosłone od Arktyki po Antarktydę. Większość gatunków jest spotykana w płytkich wodach przybrzeżnych, ale znane są również gatunki głębokowodne, w tym przynajmniej jeden (Vulcanoctopus hydrothermalis) bytujący w ujściach hydrotermalnych.

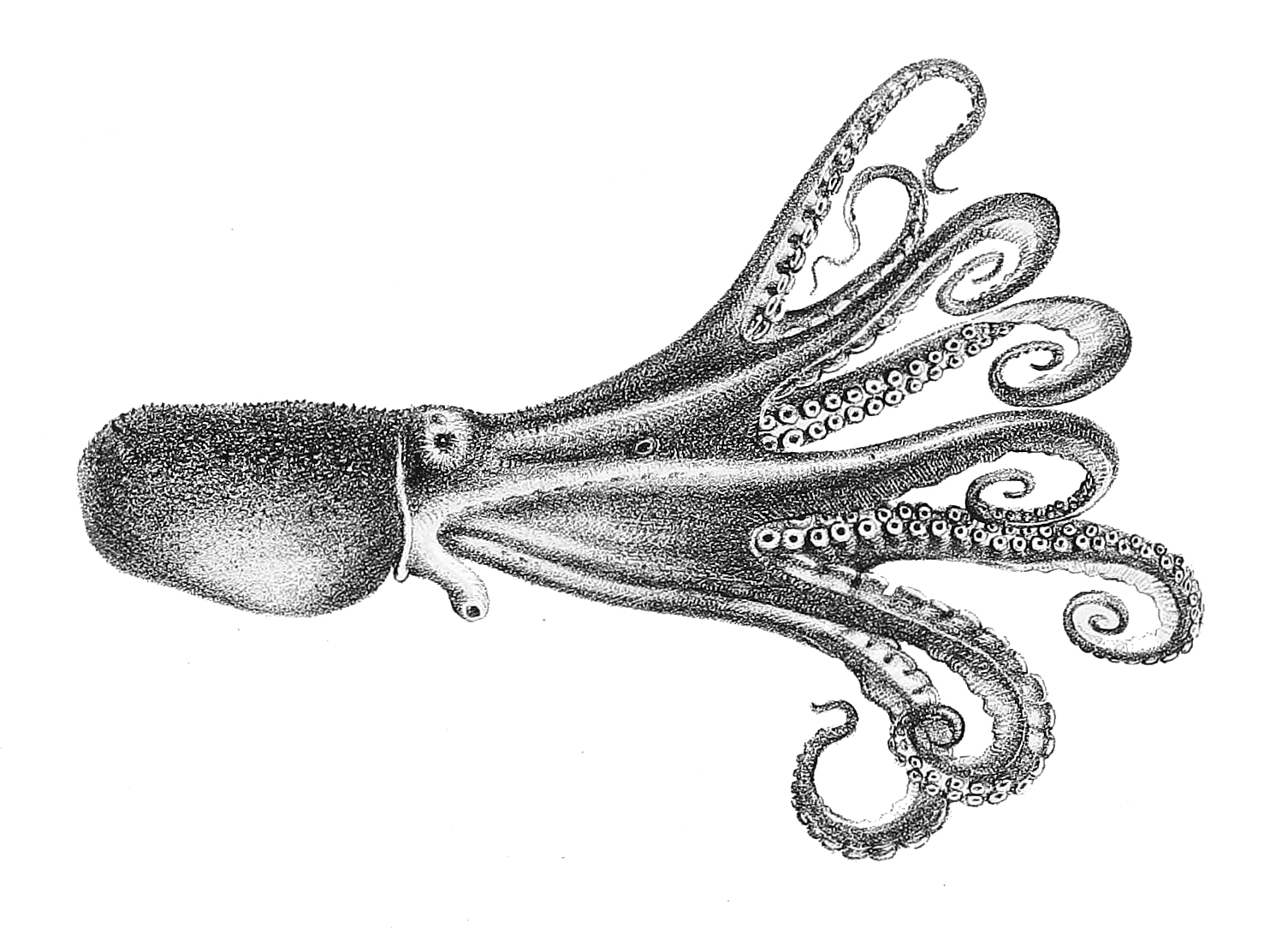
Octopus areolatus

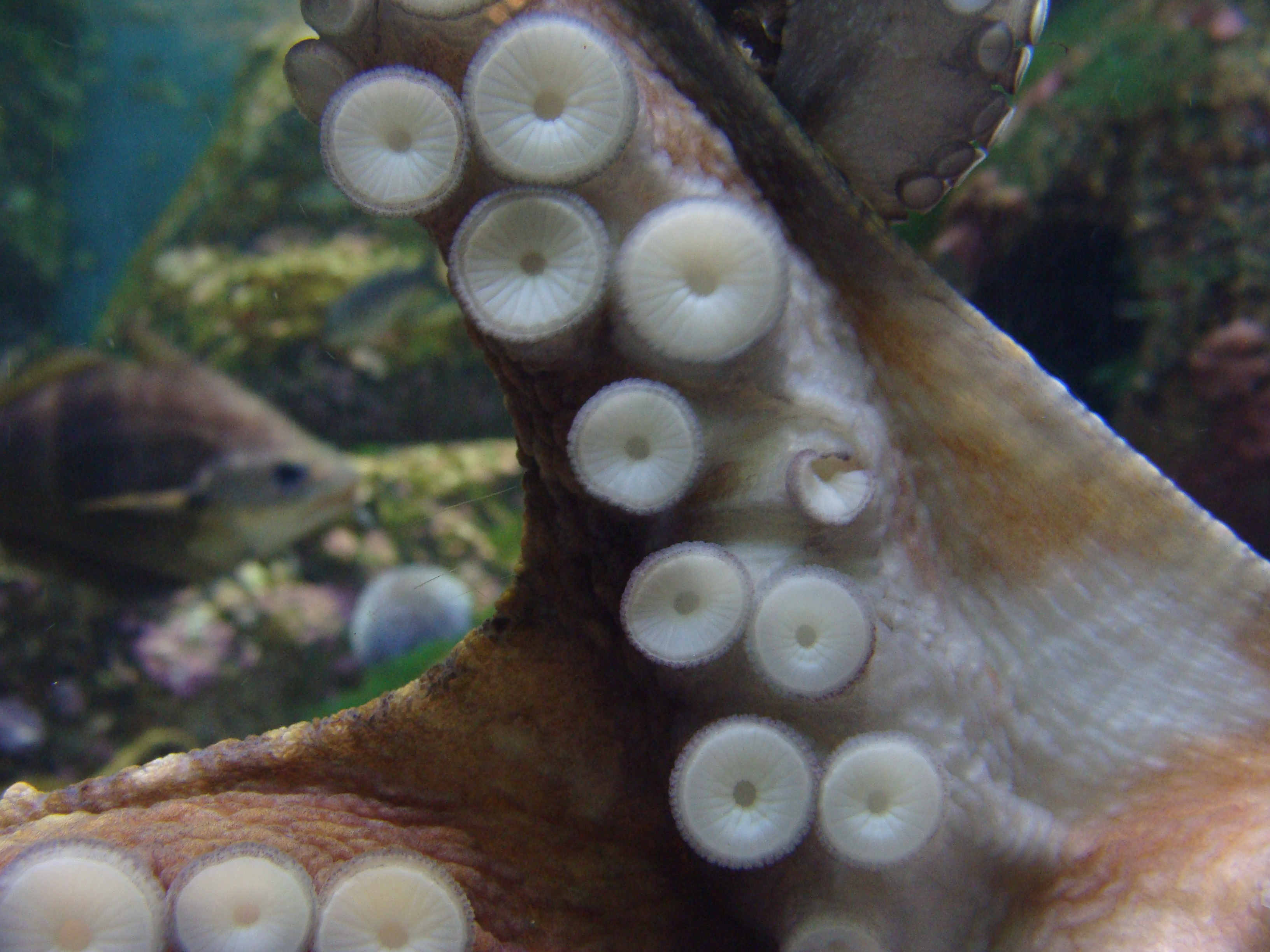
Przyssawki ośmiornicy

## Budowa
Ośmiornicowate mają bardzo duże oczy, duży, owalny w zarysie płaszcz i 8 silnych ramion zrośniętych nasadami. U samców jedno z ramion przekształcone jest w narząd kopulacyjny, nazywany hektokotylusem. Przyssawki ramion ułożone są w 1 lub 2 rzędach. Na przyssawkach nie występują ząbki ani haczyki. Na tułowiu brak płetw. Muszla wewnętrzna jest silnie zredukowana lub nie występuje.
Masa ciała poszczególnych gatunków jest zróżnicowana. Najmniejsze ważą ok. 1 g (Octopus wolfi), masa wielu gatunków wynosi kilkadziesiąt kilogramów, a u największych przekracza 200 kg. Rekordową masę, 272 kg, stwierdzono u osobnika ośmiornicy olbrzymiej (Enteroctopus dofleini).

## Tryb życia
Octopodidae są drapieżnikami. Atakują z kryjówki lub pod osłoną nocy. Polują na bezkręgowce (głównie skorupiaki) i ryby, które paraliżują i zabijają silnie trującą wydzieliną gruczołów ślinowych. 
Kopulacja u ośmiornic kończy się umieszczeniem spermatoforu (mieszka z plemnikami) w jamie płaszczowej samicy za pomocą hektokotylusa samca. U Octopodidae hektokotylus nie odpada od ciała samców. 

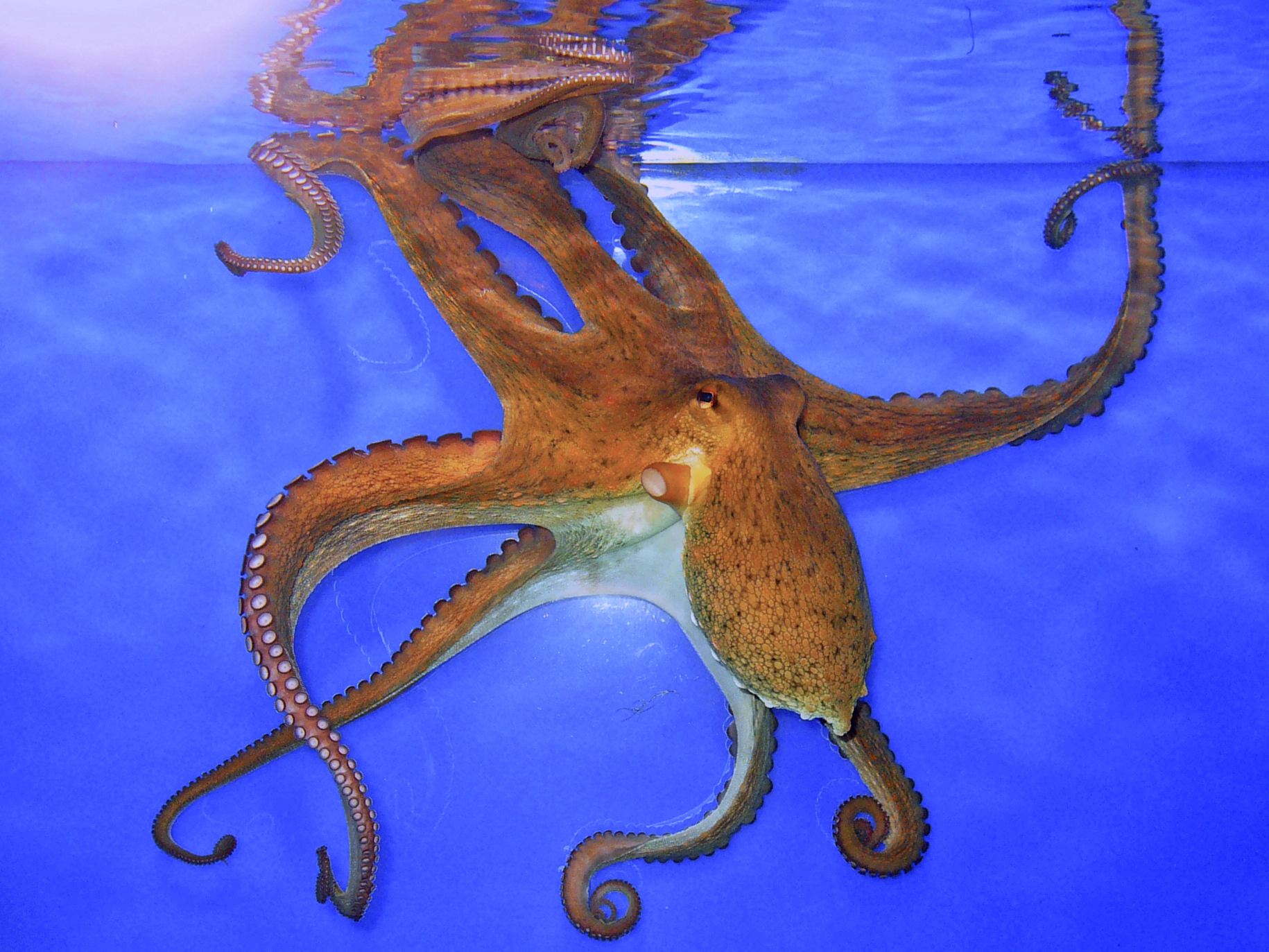
Ośmiornica zwyczajna (Octopus vulgaris) w State Museum of Natural History w Stuttgarcie

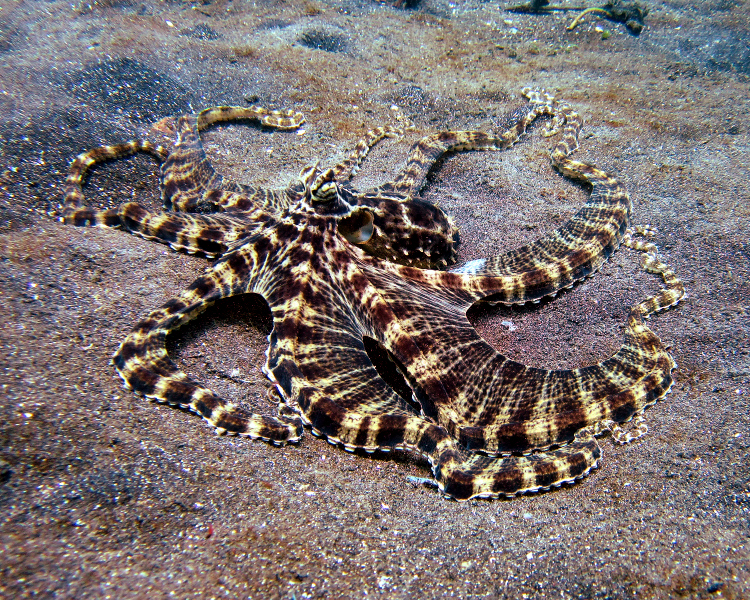
Thaumoctopus mimicus wykazuje duże zdolności mimetyczne

Samice mogą nosić mieszek z plemnikami do 10 miesięcy. Zapłodnienie następuje podczas składania jaj. Jaja są przytwierdzane do podłoża lub obiektów wodnych, a u Hapalochlaena i Amphioctopus są noszone na ramionach samicy. Ich rozwój trwa, w zależności od gatunku, wielkości jaj i temperatury wody, od 30 dni do roku. W czasie inkubacji jaj większość samic nie pobiera pokarmu. 
Długość życia przedstawicieli tej rodziny wynosi od 6 miesięcy u małych gatunków tropikalnych do 4 lat u gatunków zimnowodnych.

## Systematyka
Do Octopodidae zaliczono około 200 gatunków, co stanowi większość ośmiornic właściwych. Relacje pokrewieństwa pomiędzy nimi pozostają słabo poznane. Klasyfikacja biologiczna tej rodziny nie jest ustalona i wymaga rewizji taksonomicznej. Wyróżniono blisko 40 rodzajów, które tradycyjnie grupowane są w podrodzinach:
- Bathypolypodinae
- Eledoninae
- Graneledoninae
- Megaleledoninae
- Octopodinae

Rodzajem typowym jest Octopus.